# Anna Ancher
Anna Kirstine Brøndum Ancher (Skagen, 18 de agosto de 1859 - 15 de abril de 1935), era una pintora danesa asociada con el grupo de pintores de Skagen, una colonia de artistas del norte de Jutlandia, Dinamarca. 

## Biografía
Anna Kirstine Brøndum nació en Skagen, Dinamarca, hija de Erik Andersen Brøndum (1820-1890) y Ane Hedvig Møller (1826-1916). Era la única de los pintores de Skagen que nació y creció en Skagen, donde su padre poseía el hotel de Brøndums. El talento artístico de Anna Ancher se hizo evidente a una edad temprana, y se familiarizó con el arte pictórico a través de los muchos artistas que se instalaron en Skagen, en el norte de Jutlandia.
Mientras estudiaba dibujo en Copenhague, desarrolló su propio estilo, y fue pionera en observar la interacción de diferentes colores a la luz natural. También estudió dibujo en París en el taller de Pierre Puvis de Chavannes junto con Marie Triepcke, quien se casaría con Peder Severin Krøyer, otro pintor de Skagen. En 1880 se casó con el pintor Michael Ancher, a quien conoció en Skagen. Tuvieron una hija, Helga Ancher. Aunque la cultura imperante dictaba que las mujeres casadas debían dedicarse a las tareas domésticas, Anna continuó pintando casada, pintaba sobre todo escenas íntimas de mujeres y niños en las que destaca la riqueza de colores vivos.

## Carrera
Anna Ancher fue considerada como una de las grandes pintoras danesas en virtud de sus habilidades como pintora de carácter y colorista. Su arte encuentra su expresión en el avance moderno del arte nórdico hacia una representación más fiel de la realidad, por ejemplo, en Blue Ane (1882) y The Girl in the Kitchen (1883-1886).
Ancher prefirió pintar interiores y temas sencillos de la vida cotidiana de la gente de Skagen, especialmente pescadores, mujeres y niños. Estaba intensamente preocupada por explorar la luz y el color. También creó composiciones más complejas como A Funeral (1891). Las obras de Anna Ancher a menudo representaban el arte danés en el extranjero. Le concedieron la medalla de Ingenio y de Arte en 1913 y el Tagea Brandt Rejselegat en 1924.

## Residencia
Anna Ancher vivió la mayor parte de su vida en Skagen y sólo viajó en casos necesarios, por primera vez en 1882, cuando visitó la Exposición Universal en Viena, y la segunda vez, en 1888-89, cuando fue a París y recibió la enseñanza de dibujo impartida por Puvis de Chavannes y donde posiblemente adquirió conocimiento sobre el arte expresionista.
La residencia Skagen de Anne y Michael Ancher fue adquirida en 1884. En 1913, se añadió a la propiedad un anexo de gran estudio, y esto también forma parte de lo que se muestra en la actualidad. A su muerte en 1964, la hija de Ancher, Helga, dejó la casa y todo su contenido a una fundación. La antigua residencia fue restaurada y se convirtió en museo, que se abrió al público en 1967 y lo gestiona la Fundación Helga Ancher.

## Galería

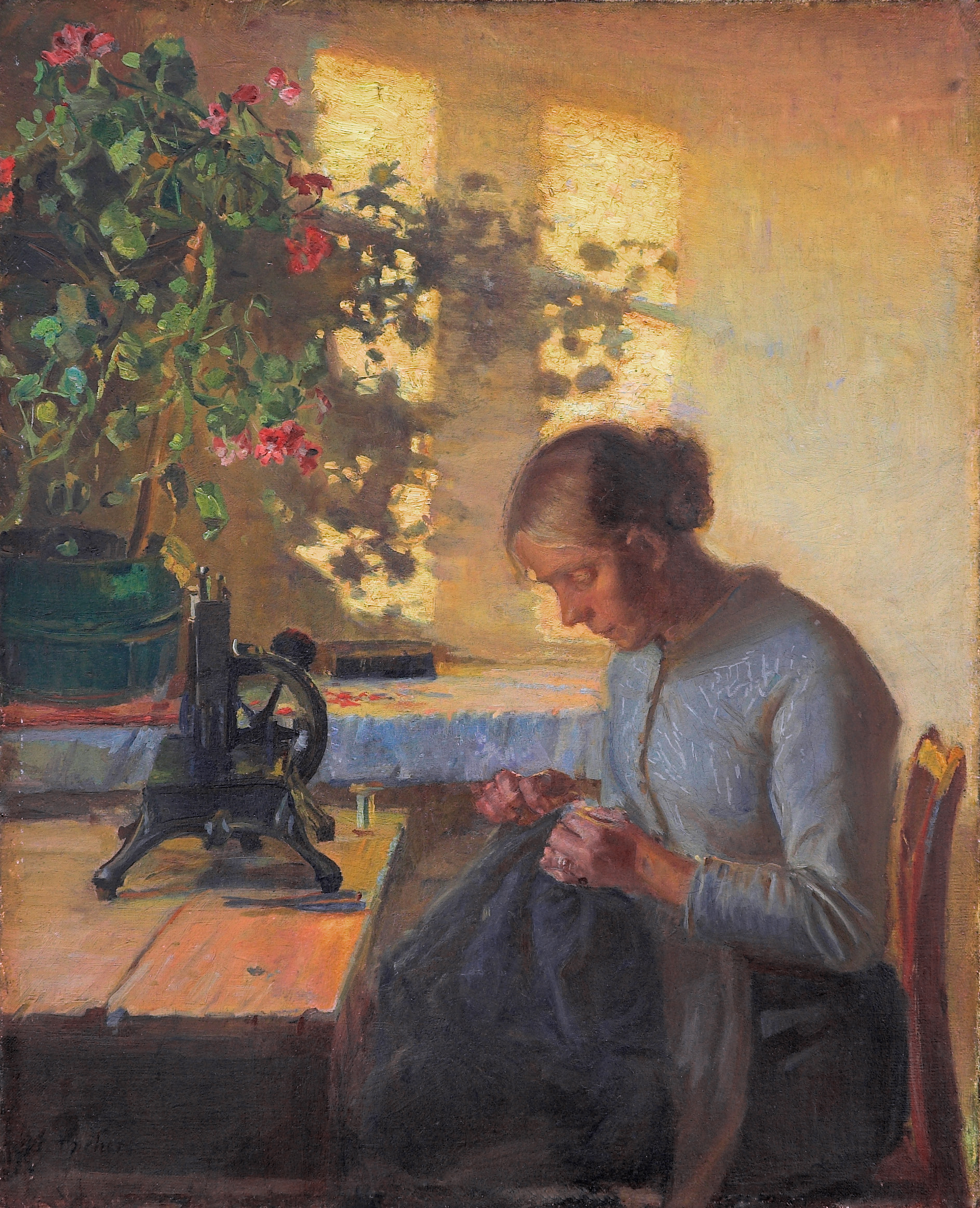
Mujer de pescador cosiendo, 1890
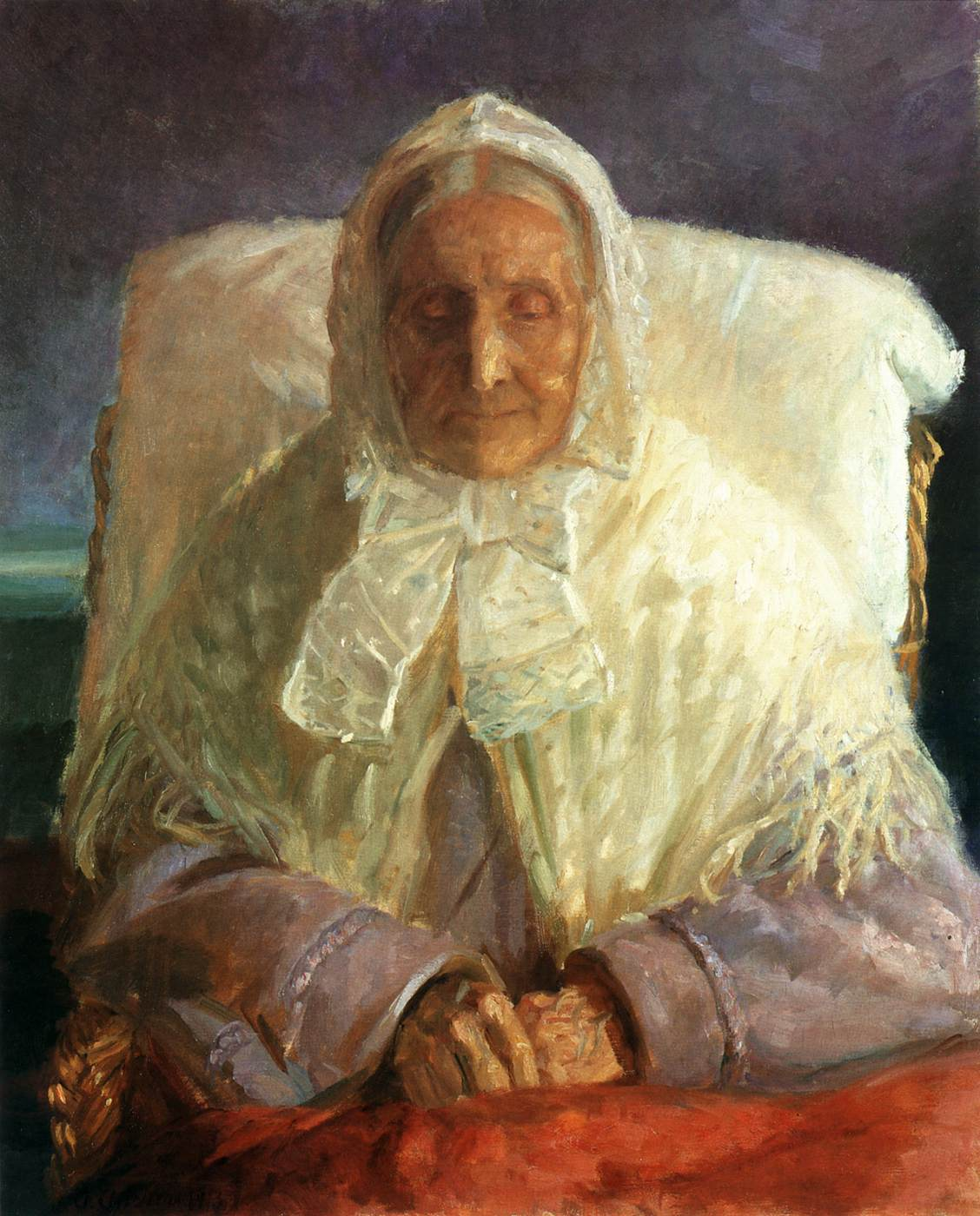
Retrato de la madre de la artista, 1913
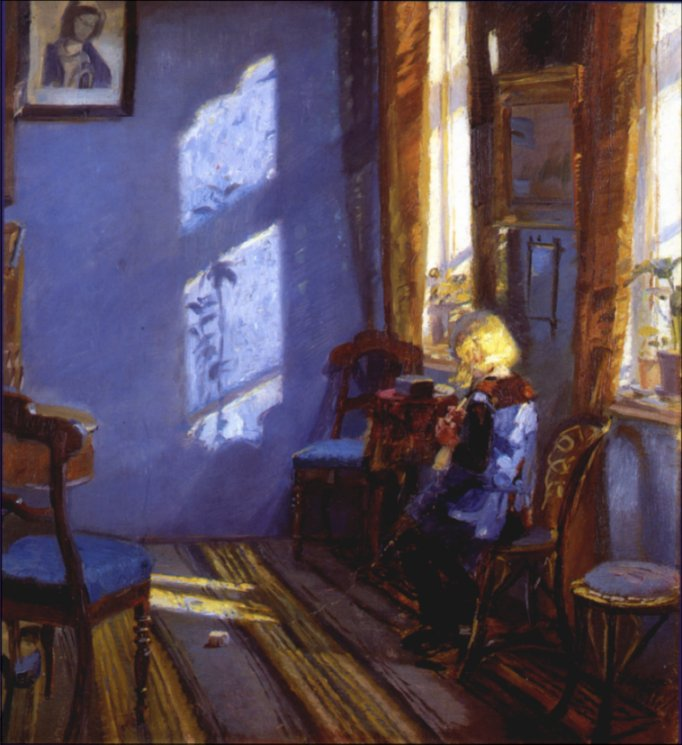
Rayo de sol en la habitación azul, 1891
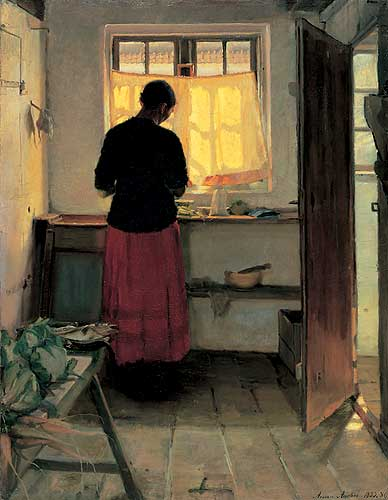
Chica en la cocina c. 1886
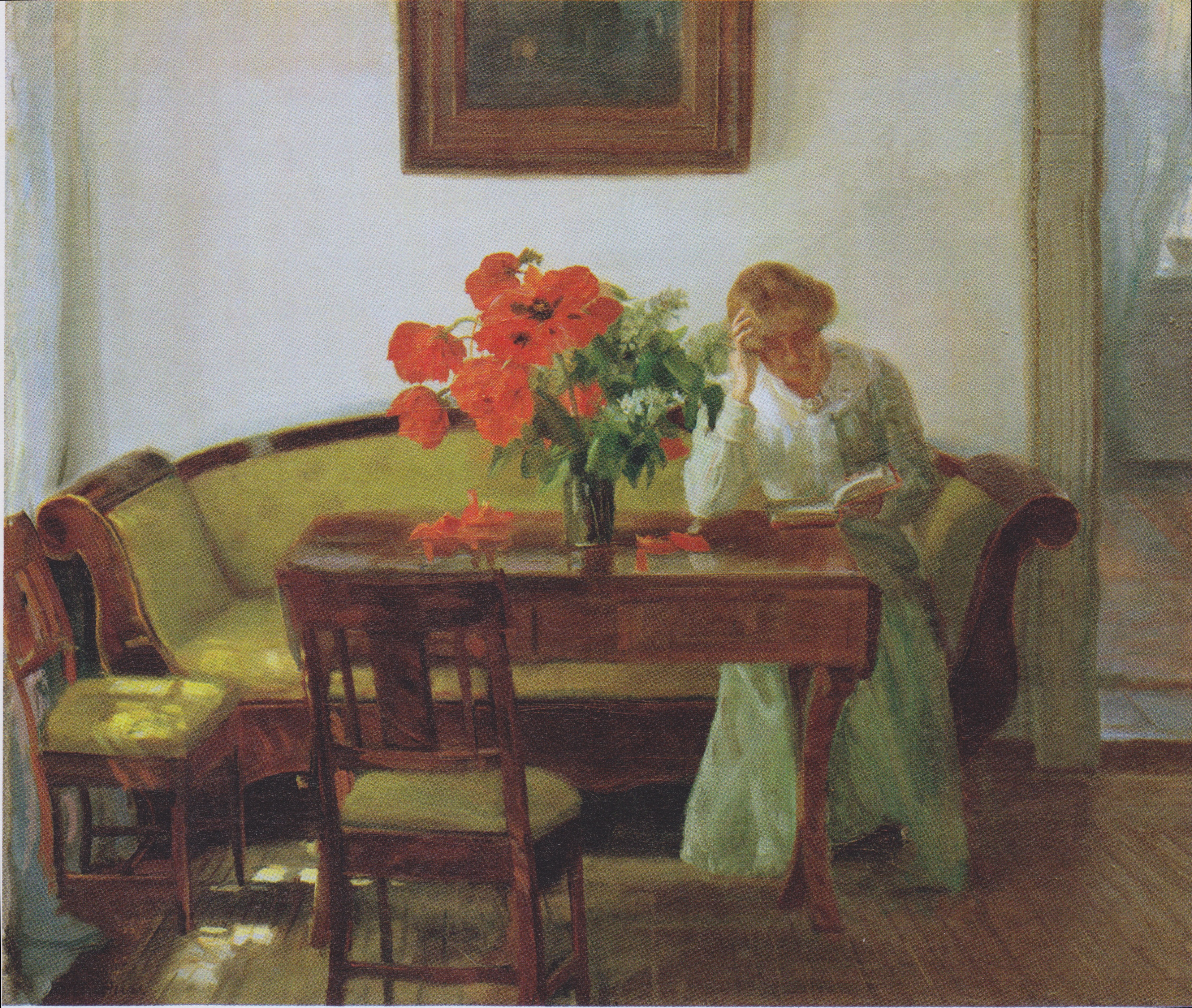
Interior con amapolas y mujer leyendo, 1905
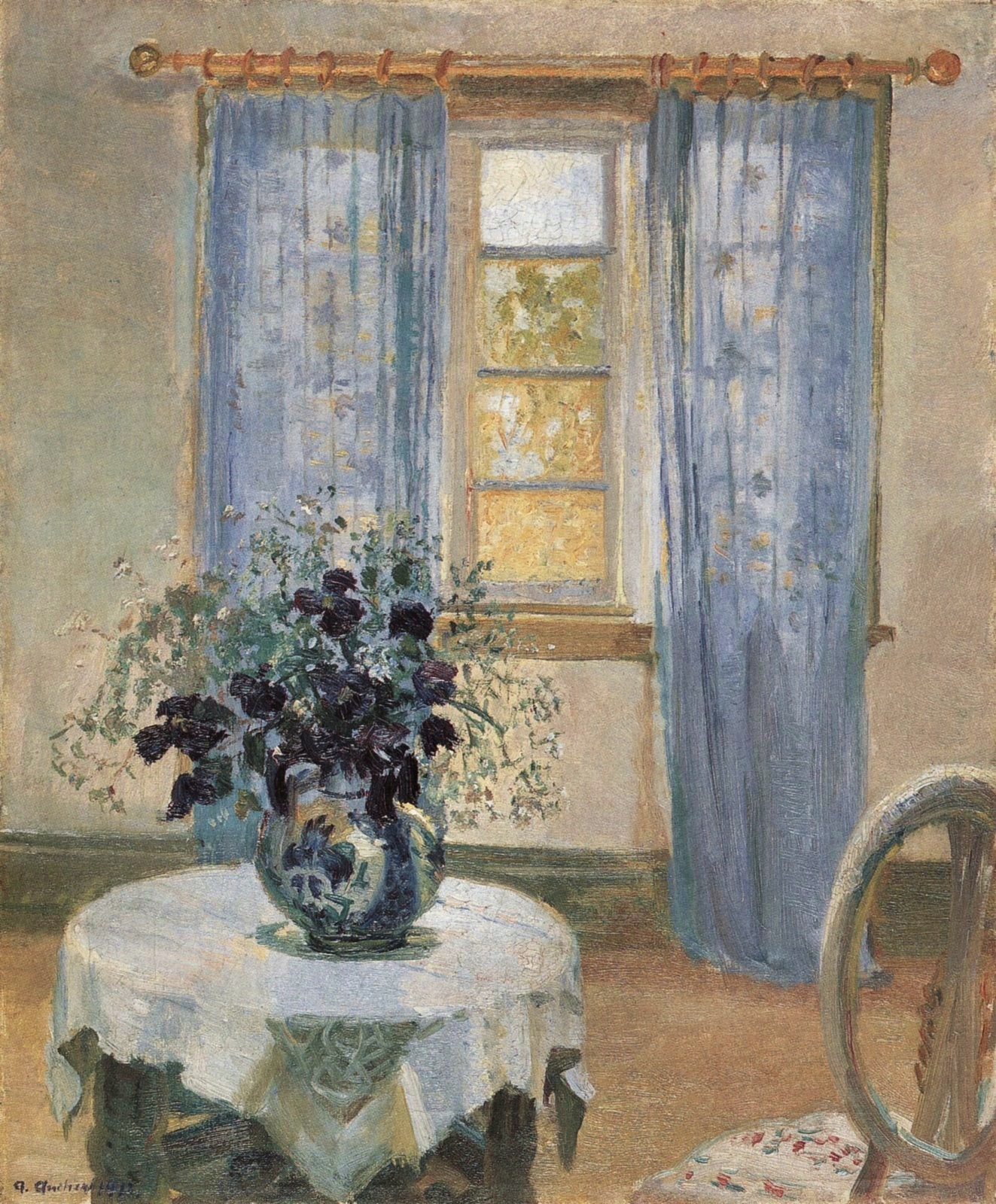
Stue med lyseblå gardiner og blå Clematis (Clematis azul en el estudio de la artista, 1913
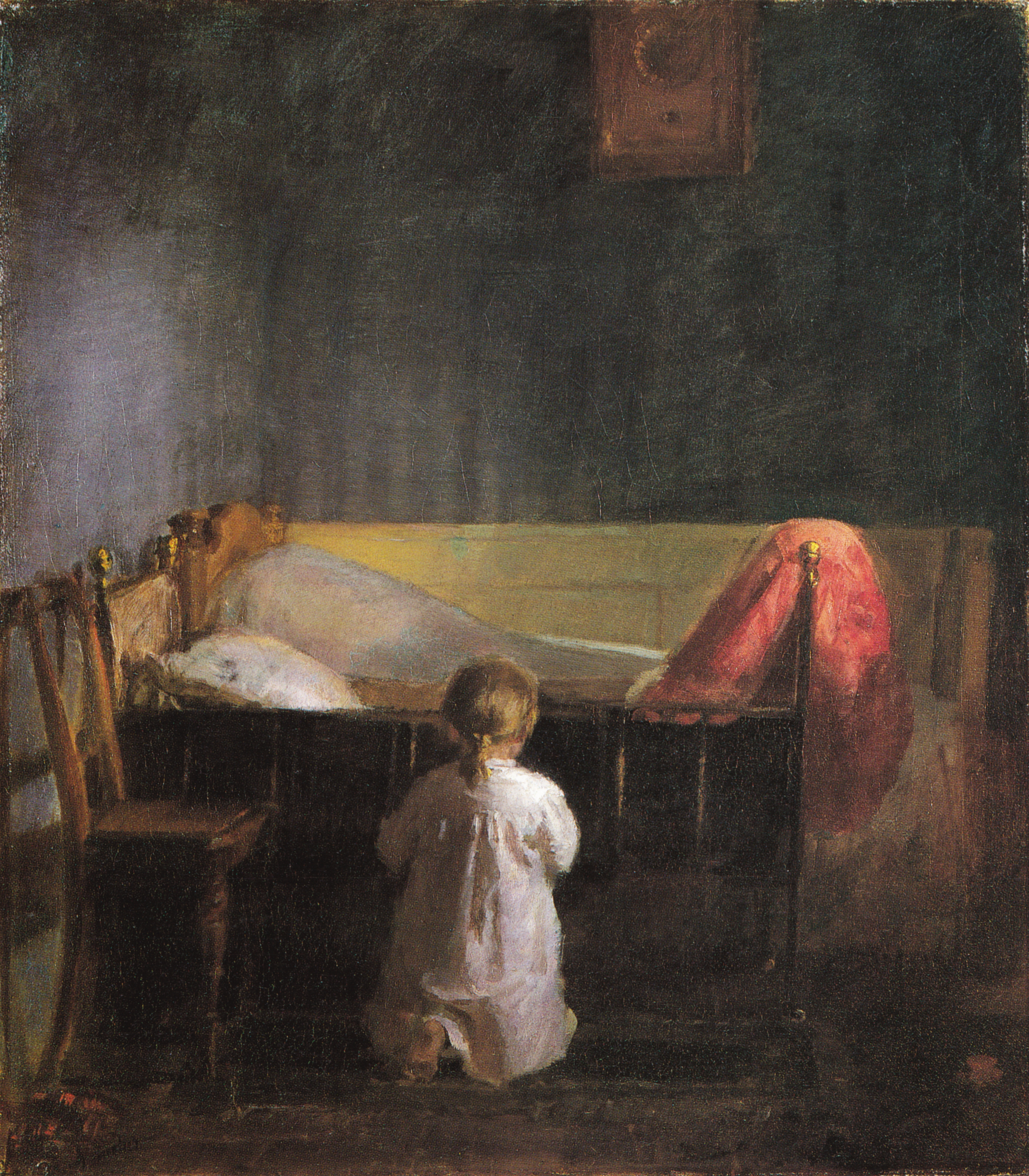
Oración al anochecer, 1888

## Otras obras
- Ane Hedvig Brøndum en la habitación azul, madre de la artista